# 여자의 대지에 비를 내려라
"여자의 대지에 비를 내려라"는 한국에서 제작된 노세한 감독의 1985년 영화이다. 선우일란 등이 주연으로 출연하였고 한현숙 등이 제작에 참여하였다.

## 출연

### 주연
- 선우일란
- 최윤석
- 김주영
- 김운하
- 김지영

## 기타
- 원작자: 김이연
- 조명: 최의정
- 미술: 도용우